# Johannes von Kuhn

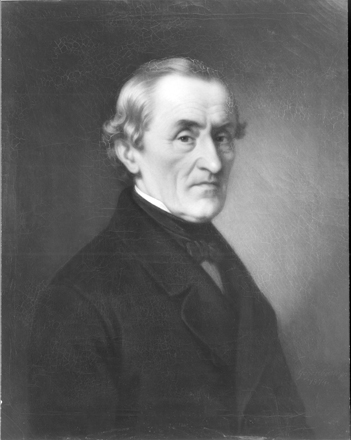
Johannes von Kuhn, porträtiert von Josef Anton von Gegenbaur 1874, Sammlung Tübinger Professorengalerie

Johannes Evangelist Kuhn, ab 1850 von Kuhn, (* 20. Februar 1806 in Wäschenbeuren; † 8. Mai 1887 in Tübingen) war ein deutscher katholischer Theologe.

## Leben
Johannes Kuhn besuchte 1818 bis 1821 die Lateinschule in Gmünd, 1821 bis 1824 das Obergymnasium in Ellwangen und 1824 bis 1825 das Obergymnasium in Rottweil. 1825 bis 1830 studierte er katholische Theologie im Wilhelmsstift in Tübingen. Im Herbst 1830 trat Kuhn in das Priesterseminar in Rottenburg am Neckar ein, am 14. September 1831 wurde er zum Priester geweiht.
Er trat 1832 eine Professur in Gießen an, bevor er ab 1837 als Professor für Dogmatik nach Tübingen wechselte. Von 1848 bis 1852 war er Mitglied der württembergischen Kammer der Abgeordneten. 1857 wurde er in den Staatsgerichtshof gewählt. 1862 beteiligte er sich an der Versammlung der Großdeutschen in Frankfurt und der Gründung des Deutschen Reformvereins. Von 1868 bis zu seinem Tode besaß er ein Mandat in der württembergischen Kammer der Standesherren.
Johannes von Kuhn war der bedeutendste systematische Theologe der Tübinger Schule. Er war ein überzeugter Gegner der Neuscholastik und forderte die Unabhängigkeit der Philosophie von der Theologie.
Kuhn war in der katholischen Theologie lange Zeit vergessen. Die Theologen Josef Rupert Geiselmann und Heinrich Fries haben sich um eine Neuentdeckung Kuhns verdient gemacht.
Johannes von Kuhn erhielt 1850 das Ritterkreuz des Ordens der württembergischen Krone, welches mit dem persönlichen Adelstitel verbunden war. Außerdem wurde er mit dem Kommenturkreuz des Friedrichs-Ordens ausgezeichnet.

## Werke
- Jacobi und die Philosophie seiner Zeit. Ein Versuch, das wissenschaftliche Fundament der Philosophie historisch zu erörtern. Mainz: Kupferberg, 1835 (Nachdruck: Minerva, Frankfurt 1967).
- Das Leben Jesu, wissenschaftlich bearbeitet. Mainz: Kupferberg, 1838 (Nachdruck: Minerva, Frankfurt/M., 1968).

- Über Glauben und Wissen, mit Rücksicht auf extreme Ansichten und Richtungen der Gegenwart. Eine theologische Abhandlung. Tübingen: Laupp, 1839.
- Über Princip und Methode der speculativen Theologie. Tübingen: Eifert, 1840.

- Katholische Dogmatik. 3 unvollendete Bände. Laupp, Tübingen, 1846–1859 (Nachdruck: Minerva: Frankfurt, 1968).
- Philosophie und Theologie. Eine Streitschrift.  Tübingen: Laupp, 1860.
- Die historisch-politischen Blätter über eine freie katholische Universität Deutschlands und die Freiheit der Wissenschaft. Tübingen: Laupp, 1863.
- Das Natürliche und Übernatürliche. Tübingen: Laupp 1864.
- Die christliche Lehre von der göttlichen Gnade. Band 1. Tübingen 1868 (Nachdruck: Minerva, Frankfurt 1968).